# Umberto Vattani
Umberto Vattani (* 5. Dezember 1938 in Skopje) ist ein italienischer Diplomat im Ruhestand. Er war unter anderem italienischer Botschafter in Deutschland.

## Leben
Vattani entstammt einer Diplomatenfamilie. Er studierte in Frankreich, in Großbritannien und als Fulbright-Stipendiat in den Vereinigten Staaten. An der Universität La Sapienza in Rom schloss er 1960 ein Jurastudium ab, 1962 erlangte er dort auch einen Abschluss in Politikwissenschaft.
Nachdem er 1961 von der Banca d’Italia eingestellt worden war, absolvierte er im folgenden Jahr erfolgreich das Auswahlverfahren des Außenministeriums und wechselte somit in dessen Diplomatenlaufbahn. Als Diplomat diente er ab 1963 unter anderem bei den Vereinten Nationen in New York, bei der OSZE in Paris und an der italienischen Botschaft in London. Ab 1975 war er stellvertretender Kabinettschef der Außenminister Mariano Rumor und Arnaldo Forlani, mit dem er dann als Sekretär ins Amt des Ministerpräsidenten wechselte.
Nachdem Vattani von 1982 bis 1986 als Ministre plénipotentiaire nochmals an der Botschaft in London gewesen war, blieb er bis 1992 diplomatischer Berater der damals amtierenden Ministerpräsidenten. Von 1992 bis 1996 war er als Botschafter Italiens in Bonn, danach bis 1997 Kabinettschef des Außenministers. Von 1997 bis 2001 war er Generalsekretär des Außenministeriums und damit ranghöchster Beamter dieses Ressorts. Als solcher veranlasste er, im Palazzo della Farnesina, dem zentralen Sitz des Ministeriums, moderne Kunstwerke italienischer Maler und Bildhauer auszustellen. Seine Entscheidungen an anderen Bereichen, unter anderem im Personalwesen, waren nicht unumstritten.
Nach einer Verwendung als Ständiger Vertreter Italiens bei der Europäischen Union übernahm Vattani von 2004 bis 2005 nochmals kurz den Generalssekretärsposten im Außenministerium und blieb dann bis 2011 Präsident der italienischen Außenhandelsagentur ICE. Nach seiner Pensionierung übernahm er leitende Stellungen in außenpolitisch orientierten Stiftungen. Seit 2001 ist er Präsident der Venice International University.
Vattanis Söhne Mario und Enrico schlugen ebenfalls die Diplomatenlaufbahn ein.
2016 wurde ihm der große Orden der Aufgehenden Sonne am Band verliehen.